# Blagovac
Blagovac (en serbe cyrillique : Благовац) est une localité de Bosnie-Herzégovine. Elle est située dans la municipalité de Vogošća, dans le canton de Sarajevo et dans la fédération de Bosnie-et-Herzégovine. Selon les premiers résultats du recensement bosnien de 2013, elle compte 2 048 habitants.

## Géographie
La localité est située dans les faubourgs nord de Vogošća.

## Démographie

### Évolution historique de la population dans la localité
| 1948 | 1953 | 1961 | 1971 | 1981  | 1991  | 2013  |
| ---- | ---- | ---- | ---- | ----- | ----- | ----- |
| -    | -    | 240  | 551  | 1 024 | 1 274 | 2 048 |

|  |

### Communauté locale
En 1991, la communauté locale de Blagovac comptait 1 720 habitants, répartis de la manière suivante :